# Стратегическое командование ВВС США
Стратегическое командование ВВС США (англ. Strategic Air Command), SAC — главное командование, существовавшее в составе ВВС США, а также как «Особое командование» в министерстве обороны в 1946-1992 годах. В ведении СК находился флот стратегических бомбардировщиков и МБР шахтного базирования, а также отдельные эскадрильи воздушных танкеров, самолётов дальнего радиолокационного обнаружения и наведения и истребителей, обеспечивавших поддержку американской стратегической авиации.
Командование было распущено в 1992 году после окончания холодной войны и преобразовано в Боевое авиационное командование. Отдельные элементы подчинённых ему сил были переданы в резерв ВВС США, в ВВС Национальных гвардий штатов, в Командование воздушных перебросок и рассредоточены. Штаб командования на базе Оффатт был передан Стратегическому командованию Вооружённых сил США.

## Вооружение

### Самолёты
- B-1 Lancer: 1986-1992
- B-17 Flying Fortress: 1946-1951
- B-26 Invader: 1949-1950
- B-29 Superfortress: 1946-1953
- B-36 Peacemaker: 1948-1958
- B-45 Tornado: 1950-1953
- B-47 Stratojet: 1951-1965
- B-50 Superfortress: 1948-1954
- B-52 Stratofortress: 1955-1992
- B-57 Canberra: 1956-1962
- B-58 Hustler: 1960-1969
- C-119 Flying Boxcar: 1956-1973
- DC-130: 1966-1976
- E-4 Nightwatch: 1975-1992
- EC-135 Looking Glass: 1963-1992
- F-2 Expeditor
- F-6 Mustang
- F-9 Flying Fortress
- F-13 Superfortress
- F-47 Thunderbolt
- F-51 Mustang: 1946-1949
- F-82 Twin Mustang: 1947-1950
- F-80 Shooting Star: 1946-1948
- F-84 Thunderjet: 1948-1957
- F-86 Sabre: 1949-1950
- F-102 Delta Dagger: 1960
- FB-111 Aardvark: 1969-1990
- KC-10 Extender: 1981-1992
- KB-29: 1949-1956
- KC-97 Stratotanker: 1951-64, 1973-1977
- KC-135 Stratotanker: 1957-1991
- RC-45
- RC-135 Rivet Joint/Rivet Brass/Rivet Amber/Rivet Card/Rivet Ball/Cobra Ball/Cobra Eye/Combat Sent
- SR-71 Blackbird: 1966-1991
- U-2 Dragon Lady: 1962-1991
- TR-1 Dragon Lady: 1989-1991
- UC-45 Expeditor

### Ракеты
- ADM-20 Quail
- AGM-28 Hound Dog
- AGM-69 SRAM
- AGM-84 Harpoon
- AGM-86 Air Launched Cruise Missile
- AGM-129 Advanced Cruise Missile
- SM-65 Atlas
- LGM-25C Titan II
- LGM-30A/B Minuteman I
- LGM-30F Minuteman II
- LGM-30G Minuteman III
- LGM-118A Peacekeeper
- SM-62 Snark
- PGM-17A Thor
- PGM-19A Jupiter